# Kahone
Kahone är en ort i Senegal och är belägen strax öster om Kaolack, längs floden Saloum. Den tillhör regionen Kaolack och har cirka 17 000 invånare.